# El Vergel, Simojovel
El Vergel är en ort i Mexiko.   Den ligger i kommunen Simojovel och delstaten Chiapas, i den sydöstra delen av landet, 700 km öster om huvudstaden Mexico City. El Vergel ligger 867 meter över havet och antalet invånare är 129.
Terrängen runt El Vergel är kuperad åt nordost, men åt sydväst är den bergig. Runt El Vergel är det ganska glesbefolkat, med 45 invånare per kvadratkilometer. Närmaste större samhälle är Simojovel de Allende, 2,2 km öster om El Vergel. I omgivningarna runt El Vergel växer huvudsakligen savannskog.